# Encontro das Águas
Encontro das Águas är ett sammanflöde i Brasilien. Det ligger i kommunen Manaus och delstaten Amazonas, i den centrala delen av landet, 1 900 km nordväst om huvudstaden Brasília.
Det är Rio Negro som flyter samman med den del av Amazonfloden som kommer från Solimões, även kallad Rio Solimões.
Runt Encontro das Águas är det mycket glesbefolkat, med 6 invånare per kvadratkilometer.